# Anna Jegorian
Anna Jegorian (ur. 3 lutego 1990) – armeńska wioślarka.

## Osiągnięcia
- Mistrzostwa Europy – Montemor-o-Velho 2010 – jedynka – 14. miejsce[1].